# Автошлях Т 1818
Автошля́х Т 1818 — автомобільний шлях територіального значення в Рівненській області. Пролягає територією Рокитнівського та Сарненського районів через Будки-Кам'янські (на кордоні з Білоруссю) Біловіж, Сновидовичі, Рокитне та Клесів. Загальна довжина — 101,4 км.